# Marpat

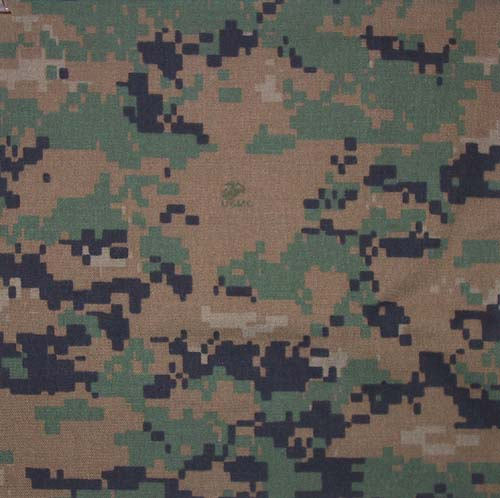
MARPAT - wzór leśny

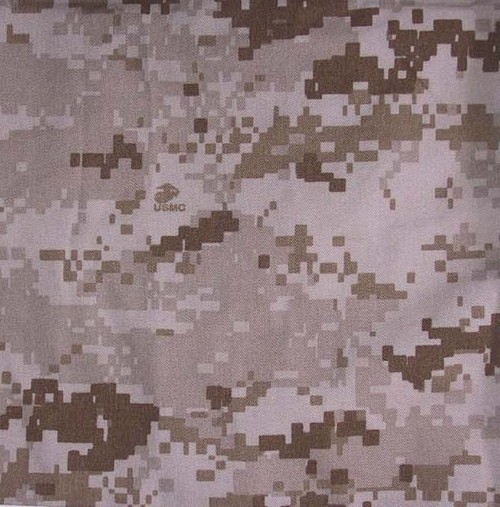
MARPAT Desert

MARPAT (skrót od MARine PATtern) – pikselowany kamuflaż używany przez Korpus Piechoty Morskiej Stanów Zjednoczonych, zastosowany w Marine Corps Combat Utility Uniform (MCCUU), który zastąpił Camouflage Utility Uniform. Opracowany na wzór kanadyjskiego CADPAT'a (CAnadian Disruptive PATtern). Wzór jest tworzony przez wiele małych, prostokątnych pikseli. W teorii oznacza to, że MARPAT jest bardziej efektywny w kamuflowaniu od innych „normalnych” kamuflaży, ponieważ naśladuje cętkowane powierzchnie i zatarte granice jakie można znaleźć w naturalnym środowisku. Spowodowane jest to tym, jak ludzkie oko odbiera spikselowane obrazy. Kamuflaż MARPAT pozwala opóźnić wykrycie żołnierza około 2,5-krotnie (w porównaniu do munduru w jednolitym kolorze) lub 1,5-krotnie (w porównaniu do Eurocam). Taki kamuflaż dobrze maskuje gdy patrzy się na niego z niewielkiej odległości ale, za to gdy patrzy się na niego z większej odległości, zlewa się, tworząc dobrze rozpoznawalną plamę o kształcie człowieka. Graniczną odległością, na jakiej wzór nie zlewa się w jednolitą plamę, jest około 100 metrów.
Są cztery podstawowe wersje: Woodland, Desert, Snow i Urban, jednakże tylko trzy pierwsze są używane przez Marines. Kamuflaż Urban nadal jest testowany, lecz szanse na jego wprowadzenie są niewielkie, gdyż jest w kolorystyce podobny do używanego już powszechnie kamuflażu UCP (Universal Camouflage Pattern). W kamuflażu Snow wykonywane są głównie parki dla snajperów i zwiadowców.
Korpus Piechoty Morskiej USA opatentował kamuflaż i zarejestrował go pod znakiem handlowym „MARPAT”. Dzięki regulacjom prawnym tylko niektóre, autoryzowane firmy mogą produkować kamuflaż na potrzeby MCCUU oraz ILBE, ale nie na rynek cywilny. Niektóre firmy wypuszczają marpata pod nazwą „Digital Woodland Camo” lub „Digital Desert Camo”. Łatwo jest odróżnić oryginał od wersji cywilnej. Oryginalna wersja marpata ma namalowane na materiale małe godła USMC (w kolorze jasnego brązu w wersji pustynnej a zieleni w wersji leśnej).

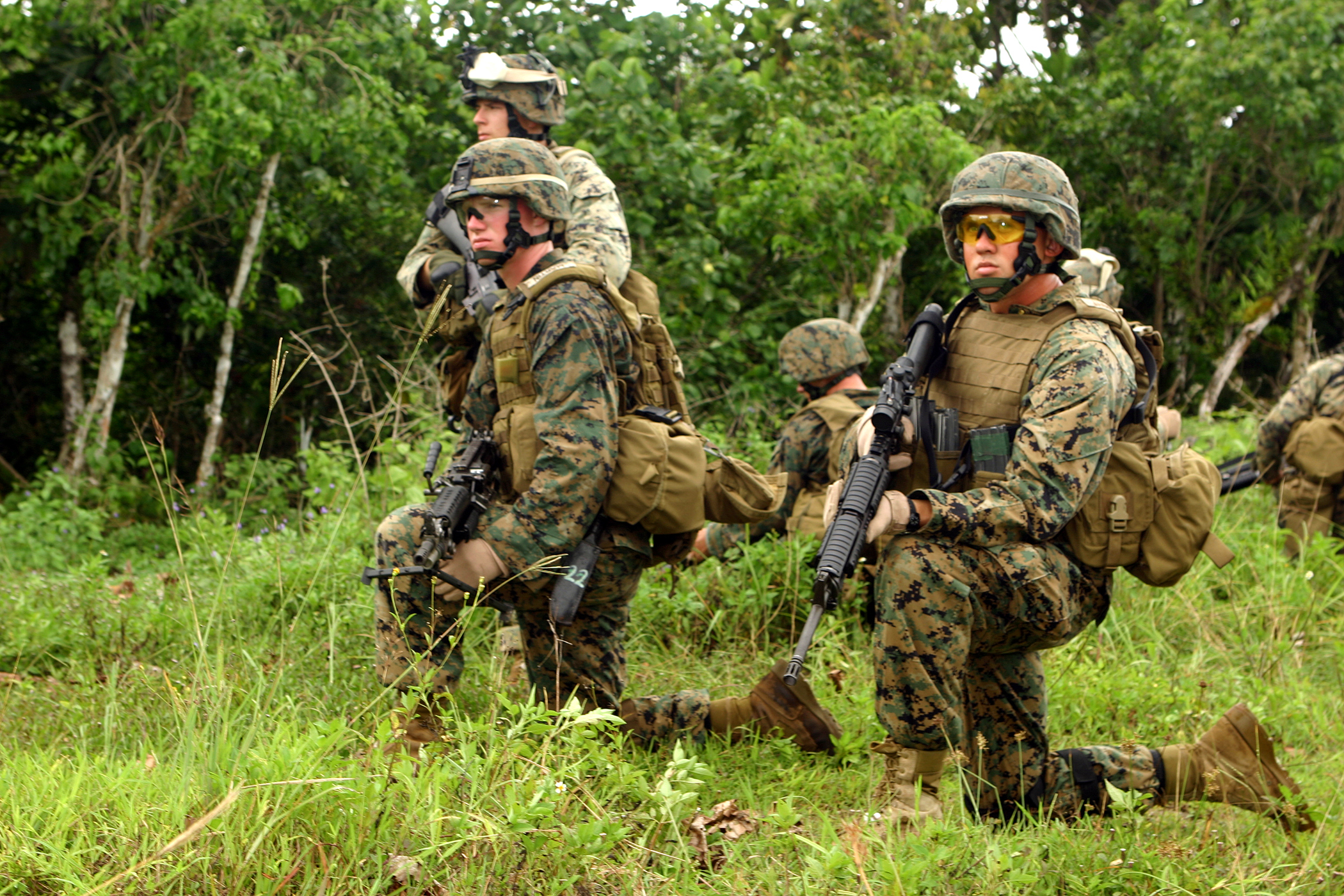
Amerykańscy Marines w trakcie ćwiczeń, ubrani w mundury we wzorze MARPAT - wzór leśny
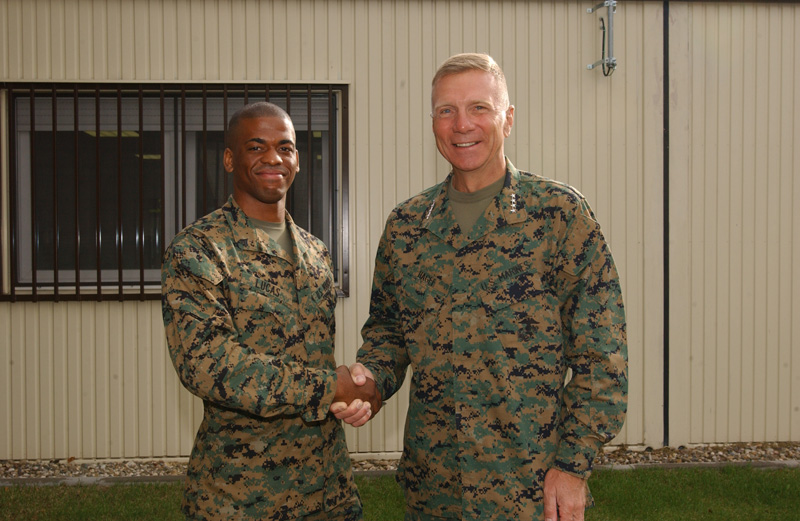
Gen. Hagee z Marines ubrani w standardowe mundury MARPAT
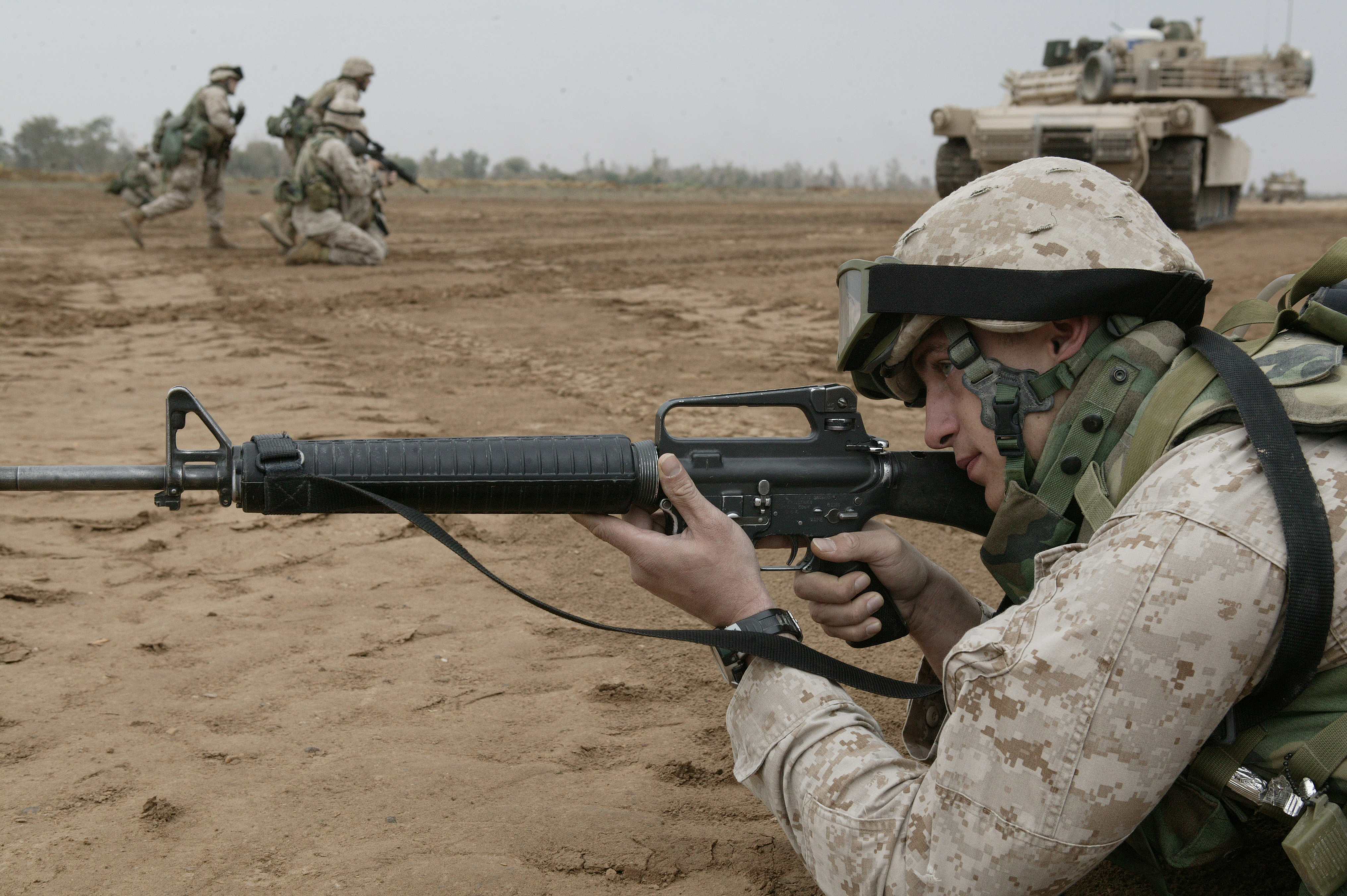
Marine ubrany w mundur w kamuflażu Marpat Desert.
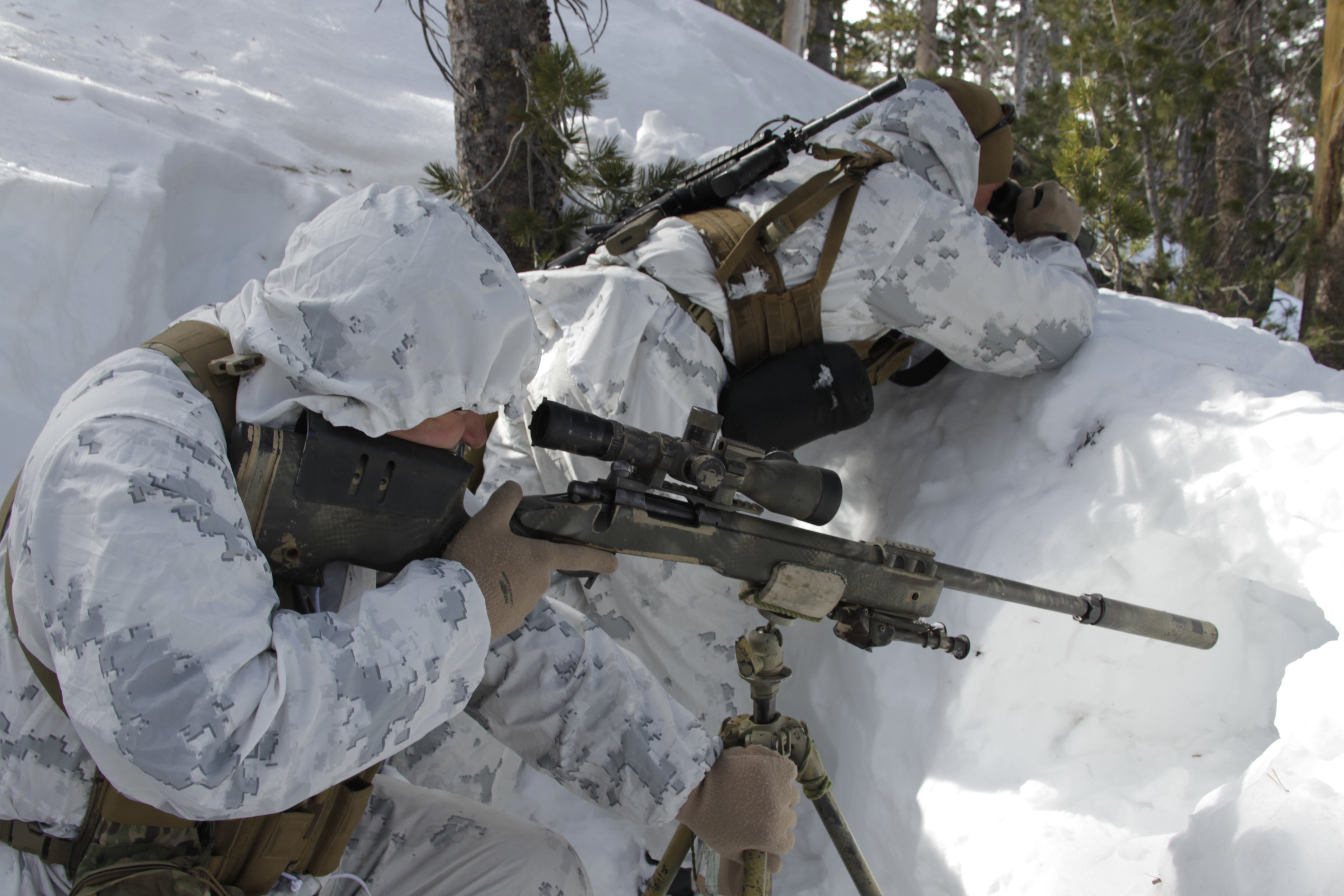
Snajperzy w parkach w kamuflażu Marpat Snow